# دنی آلن پیج
دنی آلن پیج (انگلیسی: Danny Allen-Page؛ زادهٔ ۳۰ اکتبر ۱۹۸۳) بازیکن فوتبال اهل بریتانیا است.
از باشگاه‌هایی که در آن بازی کرده‌است می‌توان به باشگاه فوتبال کریستال پالاس، باشگاه فوتبال همپتون و ریچموند بورو، باشگاه فوتبال مرستم، باشگاه فوتبال برنتفورد، باشگاه فوتبال فارن‌بورو، و باشگاه فوتبال هیز و یدینگ یونایتد اشاره کرد.